# 王欽 (景泰進士)
王欽（1433年—？），字允恭，浙江新城縣人，彭城衛軍籍，明朝政治人物。進士出身。

## 生平
順天府鄉試第二十四名。景泰五年（1454年）甲戌科會試第一百七名，殿試登進士第三甲第一百零一名。

## 家族
曾祖父王永。祖父王道明。父亲王庭哲。